# 社會邊緣人
社會邊緣人是社会学家罗伯特·E·帕克和埃弗里特·斯托内奎斯特首先提出的一个社会学概念，以用来解释一個受两种文化影響的個體如何構建自己的身份認同。
1926年，罗伯特·E·帕克提出邊緣人（Marginal man）一詞来描述受两个不同民族或种族群体影响的个人。20世纪50年代，社会学家米尔顿·戈德堡（Milton M. Goldberg）将罗伯特·E·帕克和埃弗里特·斯托内奎斯特的“边缘人”概念扩展为“边缘文化”。20世纪40年代和50年代，社會學者引入“边缘人”和“边缘文化”的概念來研究美国犹太人。